# 趙嗣淦
趙嗣淦（ Chiu Chi Kam ，1991年7月27日—），生於香港，香港職業棒球運動員，司職投手，於2016年正式加盟奧林匹亞布蘭斯科，成為首位土生土長的香港職業棒球員，亦是首位外流捷克的香港棒球員，現時效力捷克職業棒球聯賽球隊奧林匹亞布蘭斯科。
次年轉頭德國柏林紅鶴隊，背號17號。透過局數達73.2局，防禦率6.04.
球季結束後簽約澳洲昆士蘭紅襪隊，背後35號。球季完結後並結束旅外職業生涯。

## 棒球生涯
趙嗣淦生於香港，自小受爸爸及哥哥影響，6歲那年跟著爸爸朋友的女兒去報名上興趣班，首次接觸棒球。於2008年從聖若瑟書院畢業後隨即到美國留學，於2015年初被香港隊選中到到台灣隨職業棒球隊義大犀牛參與春訓，體驗職棒生活，更曾在熱身賽中亮相，亦曾在2016年12月參加2016年中華職棒戰力外測試會，錄得時速124公里的投球，惜未被台灣球隊選中，輾轉下獲捷克球隊奧林匹亞布蘭斯科看中，又在香港棒球代表隊教練色川冬馬鼓勵下，決心放下工作投身職棒世界，一圓職業夢，2016年4月5日，香港棒球總會宣布趙嗣淦今日啟程赴捷克向奧林匹亞布蘭斯科報到，備戰2017季度的捷克職業棒球聯賽，展開棒球生涯新旅程。  2017年4月15日，趙嗣淦終於首次以正選身份上陣，更投出6次「三振」，帶領球隊以6–1取得今季首勝。

## 國際賽生涯
- 2005年 -- 第三屆亞洲青少棒錦標賽香港代表隊
- 2006年 -- 第四屆亞洲青少棒錦標賽香港代表隊
- 2007年 -- 第七屆亞洲青棒錦標賽香港代表隊
- 2007年 -- 第廿四屆亞洲棒球錦標賽香港代表隊
- 2009年 -- 第八屆亞洲盃棒球賽香港代表隊
- 2010年 -- 2010年第十七屆洲際盃香港代表隊
- 2010年 -- 第十六屆中國廣州亞運香港代表隊

## 個人生活
趙嗣淦每次比賽前都會聽著美國搖滾組合魔力紅（Maroon 5）的《Animals》，歌詞中的「I’m preying on you tonight. Hunt you down eat you alive.」最能激發他的鬥志。